# Phoroncidia bukolana
Phoroncidia bukolana är en spindelart som beskrevs av Alberto Barrion och James A. Litsinger 1995. Phoroncidia bukolana ingår i släktet Phoroncidia och familjen klotspindlar.
Artens utbredningsområde är Filippinerna. Inga underarter finns listade i Catalogue of Life.